# SK 6000

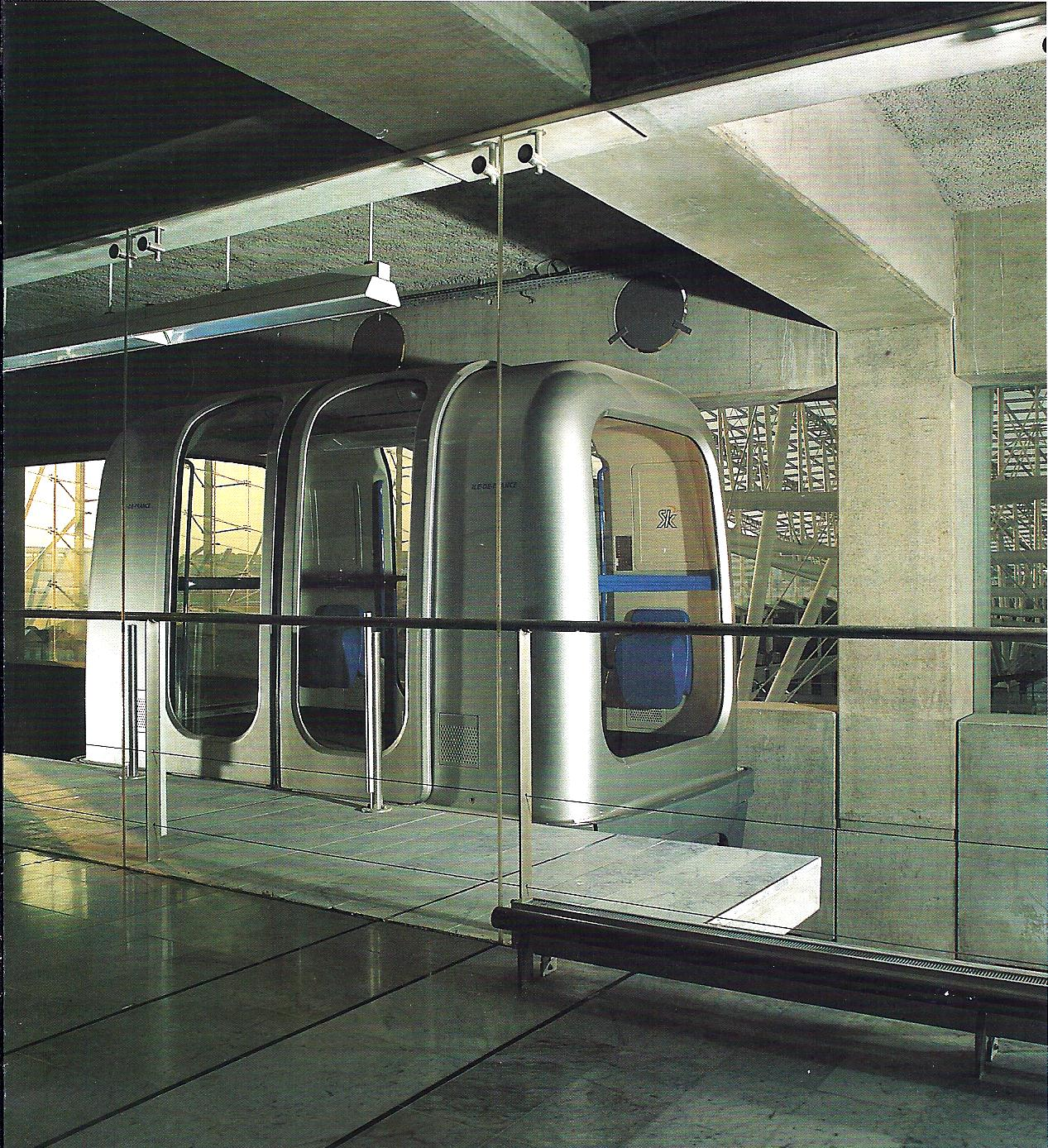
Le SK 6000.

SK 6000 est un système de transport hectométrique. Il fut construit à l'aéroport de Paris-Charles-de-Gaulle (mais non fonctionnel) et circule toujours à Shanghai.

## SK de l'aéroport de Paris-Charles-de-Gaulle.

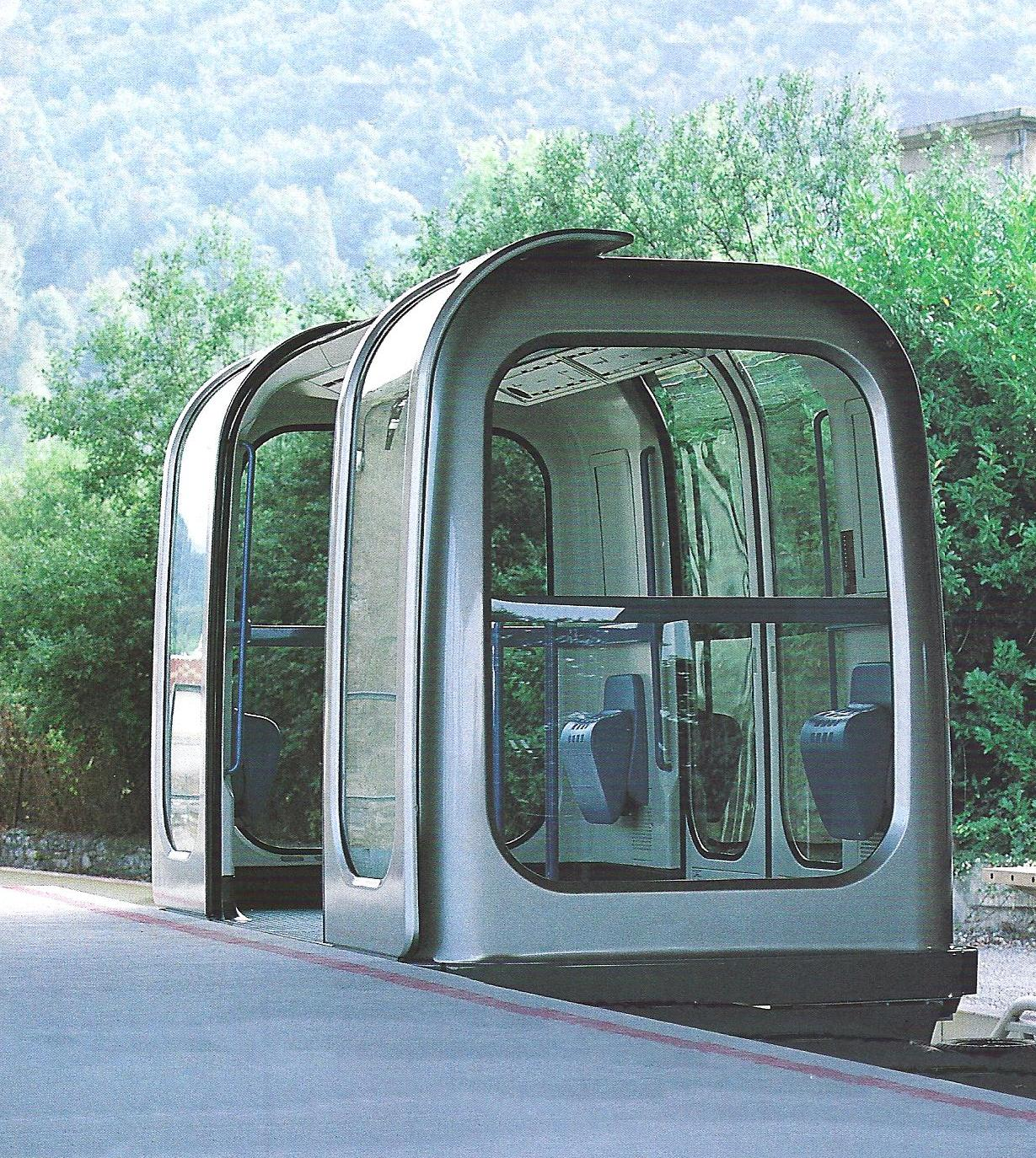
Une cabine.

Un projet de transport automatique léger fut élaboré conjointement dans les années 1980 par les entreprises publiques Aéroports de Paris et RATP pour assurer la desserte des terminaux, des parcs de stationnement et des stations RER.
Après plusieurs péripéties et appels d'offres, la société choisie pour la réalisation fut l'entreprise Soulé avec son système SK constitué de petits véhicules entraînés par câble. La longueur de la ligne 1 était de 3,5 km et celle de la ligne 2 ne dépassait pas les 800 mètres.
Après la construction, près de trois années de tests mirent en évidence le manque de maturité du système pour une telle configuration. Le problème principal résidait dans la prise du câble en courbe par une pince située sous les cabines. Le cahier des charges exigeant d'ADP et le refus de modifier le tracé pour réduire le degré des courbes ont engendré l'arrêt définitif de la ligne 1. La ligne 2 fonctionnait parfaitement mais a été démontée en raison du bruit généré par le système.
Une première ouverture de la ligne 1 a été prévue le 1er mai 1996 mais fut reportée et elle n'a jamais été ouverte au grand public.
Le coût de l'opération fit l'objet d'un rapport de la Cour des comptes. Après un milliard de francs de dépenses, le projet fut abandonné en juin 1999 sur décision du ministère des Transports.
La plateforme et les stations intermédiaires ont été réutilisées par le CDGVAL, navettes actuelles internes à l'aéroport.

## SK de Shanghai
L'échec du SK 6000 à l'aéroport de Paris-Charles-de-Gaulle n'a pas pour autant condamné cette technologie puisqu'un SK 6000 fonctionne toujours à Shanghai alors qu'il a des cabines et des équipements identiques à ceux de l'aéroport francilien.

## Anecdote
- Le clip «Idéal» d'Étienne Daho montre le SK 6000 de Roissy en action[3].